# Токтамыж
 Токтамыж  — деревня в Сернурском районе Республики Марий Эл. Входит в состав Сердежского сельского поселения.

## География
Находится в северо-восточной части республики Марий Эл на расстоянии приблизительно 6 км на северо-восток от районного центра посёлка Сернур.

## История
В 1804 году в починке Токтамыж насчитывалось 8 дворов, проживали 39 человек. В 1836 году в 11 дворах проживали 68 человек. В 1884—1885 году в 11 дворах — 80 человек, мари. В 1908 году из села Макарьева (Сернур) перевезли деревянную церковь — Серафимовскую. Серафимовская церковь в селе Токтамыж действовала до 1938 года. После закрытия церкви Токтамыж стал снова считаться деревней. В 1921 году здесь проживали 124 человека, мари. В 1927 году в 25 хозяйствах проживали 130 человек, мари. В 1988 году в 27 хозяйствах проживали 68 человек. В деревне имелись восьмилетняя школа на 150 мест, клуб на 200 мест, медпункт, ферма крупного рогатого скота на 400 голов, зерносклад. В 2005 году оставалось 31 хозяйство. В советское время работали колхозы «У вий», «Пеледыш» и «Знамя».

## Население
Население составляло 96 человек (мари 86 %) в 2002 году, 98 в 2010.